# Rejon snowski
Rejon snowski – jednostka administracyjna wchodząca w skład obwodu czernihowskiego Ukrainy.
Rejon utworzony w 1923, ma powierzchnię 1283 km². Siedzibą władz rejonu jest Snowśk.
Na terenie rejonu znajdują się 1 miejska rada i 24 silskie rady, obejmujące w sumie 55 wsi i 1 osadę.